# Abbey Road (gata)
Abbey Road är en gata i nordvästra London känd för Abbey Road Studios, The Beatles huvudsakliga inspelningsstudio. Gatan finns avbildad på deras album Abbey Road från 1969. Kopplingen till Beatles har gett övergångsstället en kulturmärkning för dess "kulturella och historiska betydelse".
Övergångsstället har fått flyttas för att kunna upprätthålla en bra trafiksituation. Troligen låg övergångsstället närmare studion vid Beatles fotograferingstillfälle än vad det gör idag.

## Galleri

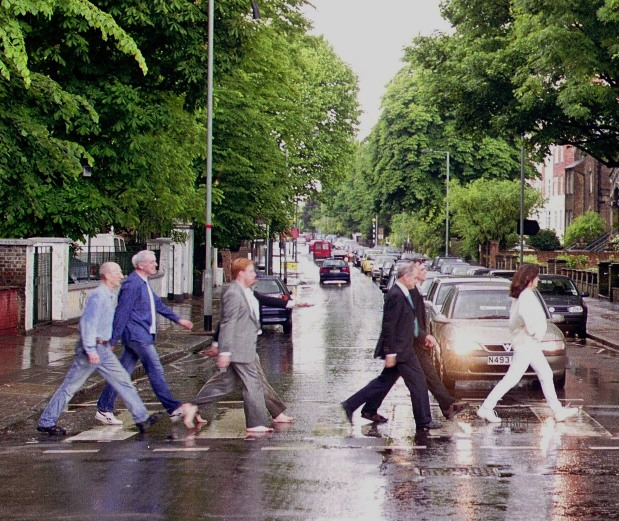
Det har blivit populärt att föreviga en promenad över samma övergångsställe som The Beatles
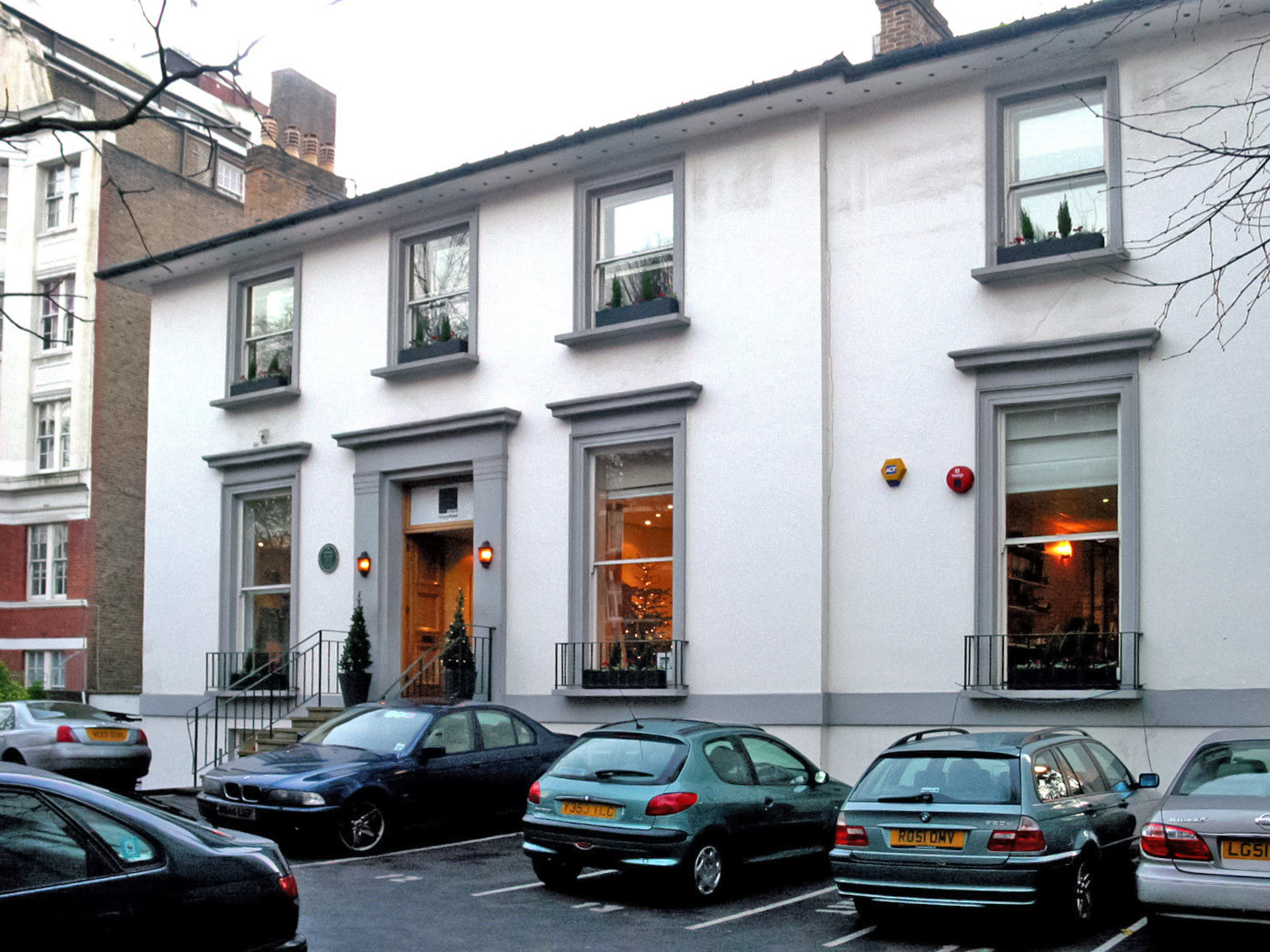
EMI legendariska Abbey Road Studios
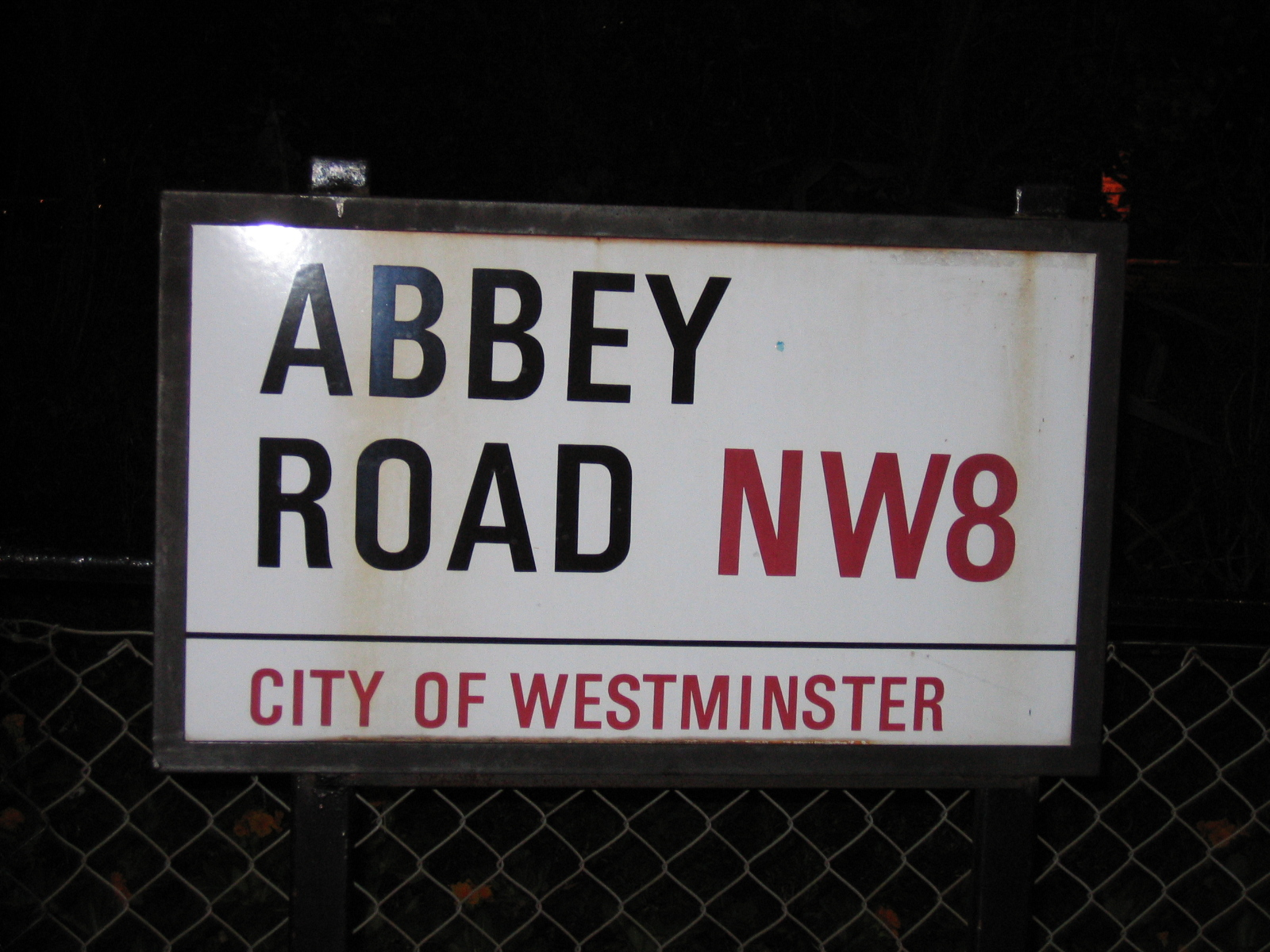
Gatuskylt "Abbey Road"